# Euphthiracarus paradisparilis
Euphthiracarus paradisparilis är en kvalsterart som beskrevs av Wojciech Niedbała 2004. Euphthiracarus paradisparilis ingår i släktet Euphthiracarus och familjen Euphthiracaridae. Inga underarter finns listade i Catalogue of Life.